# IC 2253
IC 2253 — галактика типу E? (еліптична галактика) у сузір'ї Рак.
Цей об'єкт міститься в оригінальній редакції індексного каталогу.